# Axel Eriksson (konstnär)
Ej att förväxla med konstnären Axel Eriksson (1923–2010).
Axel Francis Zeraava Eriksson, född 14 juni 1878 i Omaruru, Sydvästafrika, död i december 1924 i Warmbad, Sydvästafrika, var en svensk-afrikansk målare, tecknare och illustratör.
Han var son till storviltsjägaren Axel Wilhelm Eriksson och Fanny Stewartson samt från 1907 gift med Else Seemund från Berlin.
Eriksson studerade en kortare period vid Chalmers tekniska institut innan han 1897 återvände till Sydvästafrika. 1902 deltog han i en stor tysk jaktexpedition som kock, en av expeditionens medlemmar ställde upp som mecenat så han kunde studera konst. Eriksson studerade vid konstakademien i Berlin och var även verksam som illustratör i tidskriften Wild und Hund. Efter sex år i Tyskland återvände han 1911 till Sydvästafrika först till Swakopmund och senare till Lüderitzbucht. Han ställde ut separat i Kapstaden 1924, vilket blev hans sista offentliga framträdande då han avled kort därefter. De sista åren av sitt liv framlevde han i misär. Han räknades som en god tecknare och skicklig djurmålare.